# Crack (Chile)
Crack fue una revista deportiva editada en Chile desde el 15 de octubre de 1937 por la empresa Editorial Zig-Zag. Su contenido era especializado en deporte, teatro y radio. Tuvo 78 números, finalizando su publicación el 7 de abril de 1939. La redacción de la revista estaba ubicada en la ciudad de Santiago.